# Wiesław Gawłowski
Wiesław Stanisław Gawłowski, född 19 maj 1950 i Tomaszów Mazowiecki, död 14 november 2000 i Białobrzegi,var en polsk volleybollspelare och -tränare. Han var först spiker för att sedan bli passare. Gawłowski vann guld med landslaget vid både VM 1974 och OS 1976. 
Gawłowski debuterade i landslaget som 16-åring, där han fick smeknamnet "Małym" ("lillen") för sin i sammanhanget kort längd (180 centimeter). Han spelade med en lokal klubb fram till 1969 då han gick över till AZS-AWF Warszawa där han tränades av en av förgrundsgestalterna för polsk volleyboll, Zygmunt Kraus. Efter att ha tagit examen som gymnastiklärare gick Gawłowski över till GKS Płomień Milowice, med vilka han spelade fram till 1980. Perioden var framgångsrik med två polska mästerskap och en vinst i europacupen med klubben samtidigt som landslaget vann både VM och OS. Efter landslagskarriären spelade han under 1980-talet i Italien. Efter avslutad spelarkarriär återvände han till Polen och arbetade som importör av värmeutrustning från Italien.
Som spelare var Gawłowski känd för att vara mycket mångsidig. Han dog i en bilolycka.